# Shontelligence
Shontelligence este albumul de debut al cântăreței barbadiene Shontelle.
După ce a semnat un contract de promovare, solista a început înregistrările pentru primul său material discografic de studio. Cântecele ce urmau a fi incluse pe albumul de debut al lui Shontelle au fost compuse într-un interval de șase luni, sesiunile fiind realizate atât în Barbados, cât și într-o serie de orașe americane, precum Atlanta, Los Angeles sau New York. Primul disc single lansat de pe viitorul material, „T-Shirt”, a fost trimis posturilor de radio în vara anului 2008. În urma campaniei de promovare de care a beneficiat, cântecul a urcat până pe locul 1 în ierarhia americană Billboard Hot Dance Club Play, însă a câștigat doar treapta cu numărul 36 în ierarhia principală a revistei Billboard.
Deși primul single a beneficiat de clasări notabile, materialul pe care a fost inclus, Shontelligence, a înregistrat vânzări scăzute. Albumul a fost lansat pe data de 18 noiembrie 2008 în Statele Unite ale Americii, debutând la scurt timp în Billboard 200 pe treapta cu numărul 115. Concomitent, acesta a intrat în ierarhia celor mai bine vândute albume R&B, în ciuda faptului că discul abordează preponderent genul pop. Până la finele lunii decembrie 2008, discul se comericalizase în aproximativ 20.000 de exemplare în S.U.A.. În ciuda insuccesului de pe teritoriul american, casa de discuri a solistei a pornit campania de pormovarea a înregistrării „T-Shirt” într-o serie de țări europene. Compoziția s-a bucurat de clasări superioare celor obținute anterior, ocupând locul 6 în Regatul Unit și staționând în top 10 timp de patru săptămâni consecutive. Piesa s-a vândut în peste 600.000 de unități la nivel mondial. Acest lucru a determinat anunțarea unei date de lansare pentru materialul de proveniență al șlagărului. Întrucât Shontelle înregistrase cântecul „Stuck with Each Other” (o colaborare cu Akon) ce a fost inclus pe coloana sonoră a filmului Confessions of a Shopaholic, s-a decis lansarea acestei piese alături de o versiune reeditată a albumului.
Ultimul single al materialului în Regatul Unit a fost „Battle Cry”, care a beneficiat și de un videoclip. Pentru a-și promova materialul Shontelligence în Irlanda și Regatul Unit, interpreta a cântat în deschiderea unor concerte susținute de Beyoncé și New Kids on The Block în aceste regiuni.

## Ordinea pieselor pe disc
| #   | Titlu                      | Compozitor(i)                                | Durată |
| --- | -------------------------- | -------------------------------------------- | ------ |
| 1.  | „T-Shirt”                  | A Frampton/W Wilkins/S Kotecha               | 3:54   |
| 2.  | „Battle Cry”               | J Jones/J Kugell/W Wilkins/J Pennock/J Omley | 3:33   |
| 3.  | „Superwoman”               | A Ghost/T Hermansen/M Eriksen/I Dench        | 4:20   |
| 4.  | „Cold Cold Summer”         | C Sturken/S Layne/E Rogers                   | 3:44   |
| 5.  | „Roll It”                  | S Layne/S Benjamin                           | 3:31   |
| 6.  | „Life Is Not An Easy Road” | D Chin-Quee/S Layne/M Chin                   | 3:45   |
| 7.  | „Focus Pon Me”             | S Layne/E Joseph                             | 3:07   |
| 8.  | „Plastic People”           | S Layne/E. Rogers/C. Sturken                 | 4:00   |
| 9.  | „I Crave You”              | S Layne/E. Rogers/C. Sturken                 | 3:57   |
| 10. | „Ghetto Lullaby”           | F. Odesjo/S Layne/E. Rogers/C. Sturken       | 3:06   |
| 11. | „Flesh and Bone”           | S Layne/E. Rogers/C. Sturken                 | 3:31   |

Cântece bonus
| Titlu                                                                   | Compozitor(i)                | Durată |
| ----------------------------------------------------------------------- | ---------------------------- | ------ |
| „Naughty” (ft. Beenie Man) (Cântec bonus pentru Regatul Unit)           | Troyton Rami/Xavier Cordover | 3:21   |
| „Stuck with Each Other” [Cântec bonus]1                                 | Diane Warren                 | 3:20   |
| „Blaze It Up” (ft. Collie Buddz) [Cântec bonus pentru S.U.A. (iTunes)]2 | S Layne/K. Holland/C. Harper | 3:53   |

- 1 Inclus pe coloana sonoră a filmului Confessions of a Shopaholic
- 2 Cântec aflat pe fața B a discului single „T-Shirt” (în Regatul Unit)